# Leopold Mikolasch
Leopold Mikolasch (17 ottobre 1920 – 12 marzo 1964) è stato un calciatore austriaco, di ruolo centrocampista.

## Carriera

### Club
Ha sempre giocato per club austriaci.

### Nazionale
Ha collezionato 8 presenze in Nazionale

## Palmarès
- Campionato austriaco: 2

Austria Vienna: 1948-1949, 1949-1950